# Liste der Monuments historiques in Nogent-sur-Aube
Die Liste der Monuments historiques in Nogent-sur-Aube führt die Monuments historiques in der französischen Gemeinde Nogent-sur-Aube auf.

## Liste der Objekte
| Bezeichnung                   | Beschreibung                                | Standort                        | Kennzeichnung | Schutzstatus | Datum | Bild |
| ----------------------------- | ------------------------------------------- | ------------------------------- | ------------- | ------------ | ----- | ---- |
| Kirchenfenster                | aus dem 16. Jahrhundert                     | in der Kirche St-Maurice (Lage) | PM10001385    | Classé       | 1897  |      |
| Grabstein für Jehan Recordain | kalkstein, bezeichnet 1541                  | in der Kirche St-Maurice (Lage) | PM10001389    | Classé       | 1955  |      |
| Skulptur Madonna mit Kind     | Holz, farbig gefasst, 17. Jahrhundert       | in der Kirche St-Maurice (Lage) | PM10004792    | Inscrit      | 1979  |      |
| Skulptur Heiliger Mauritius   | Holz, farbig gefasst, 17. Jahrhundert       | in der Kirche St-Maurice (Lage) | PM10001387    | Classé       | 1908  |      |
| Zwei Engelsskulpturen         | Eichenholz, farbig gefasst, 17. Jahrhundert | in der Kirche St-Maurice (Lage) | PM10004791    | Inscrit      | 1980  |      |
| Skulptur Johannes der Täufer  | Holz, farbig gefasst, 17. Jahrhundert       | in der Kirche St-Maurice (Lage) | PM10001386    | Classé       | 1908  |      |
| Adlerpult                     | Holz, vergoldet, 17. Jahrhundert            | in der Kirche St-Maurice (Lage) | PM10001388    | Classé       | 1908  |      |